# Gliese 674
Désignations
Gliese 674 est une étoile naine rouge de la constellation de l'Autel. Elle est relativement proche de la Terre, à une distance de ∼ 14,84 a.l. (∼ 4,55 pc). On lui connaît au moins une planète : Gliese 674 b.

## Voir également
- Liste d'étoiles et de naines brunes proches